# Poryk
Poryk (ukr. Порик) – wieś na Ukrainie, w obwodzie winnickim, w rejonie chmielnickim, w hromadzie Chmielnik, nad Bohem. W 2022 roku liczyła 843 mieszkańców.

## Historia
Wieś nosiła pierwotnie nazwę Klityszcza (ukr. Клітища) i należała do starostwa chmielnickiego. W 1611 roku, w czasie lustracji Humieckiego władali nią Klityńscy. W zaborze rosyjskim wieś otrzymał kanclerz Aleksandr Biezborodko. Następnie miejscowość odkupił Dionizy Iwanowski, a w 1883 roku posiadał je jego wnuk Aleksander Orłowski. 
W 1964 roku do Klityszcz przyłączono graniczącą z nimi od wschodu wieś Sołomirkę (ukr. Соломірка) i przemianowano je na Poryk na cześć Wasyla Poryka, członka FTPF i Bohatera Związku Radzieckiego. 
We wsi znajdują się przedszkole, gimnazjum, zabytkowa cerkiew św. Jana z 1784 roku, urząd pocztowy, biblioteka i muzeum historyczne im. Wasyla Poryka. 
Na północy, poza granicami administracyjnymi, przebiega linia kolejowa Kalinówka – Starokonstantynów z przystankiem osobowym Sołomirka. 